# Florística

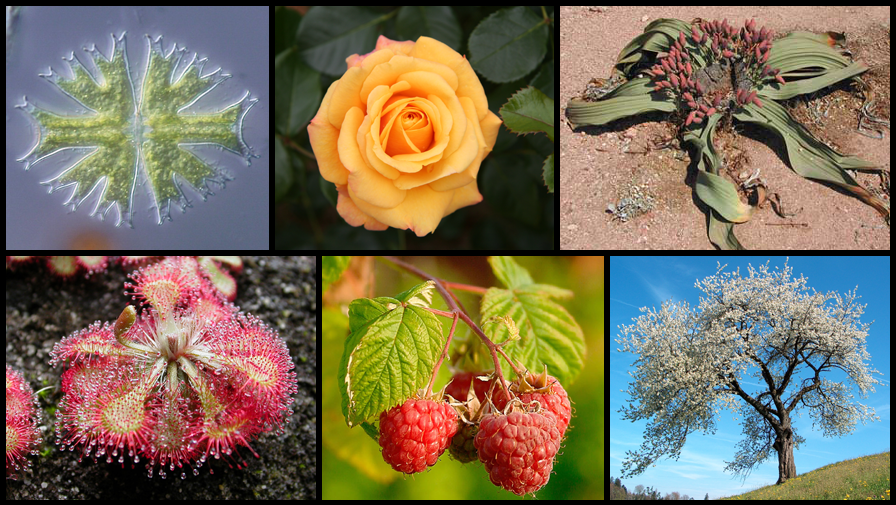
Florística investiga padrões de biodiversidade vegetal, contribuindo para a compreensão de processos evolutivos e ecológicos em diferentes biomas, além de informar práticas de conservação e manejo sustentável.

A Florística (derivado de "flora") é uma disciplina da botânica e biogeografia que estuda a distribuição de espécies de plantas e a sua relação, em diversas áreas geográficas.